# Proof (película)
Proof (comercialmente estilizado como {Proof}), es una película estadounidense de drama de 2005 dirigida por John Madden, escrita por Rebecca Miller y David Auburn, y protagonizada por Gwyneth Paltrow, Anthony Hopkins, Jake Gyllenhaal y Hope Davis. Está basada en la obra del mismo nombre ganadora del Premio Pulitzer de Auburn.

## Trama
Robert (Anthony Hopkins), un brillante matemático que trabaja en la Universidad de Chicago, le regala una botella de champán a su hija Catherine (Gwyneth Paltrow) por su cumpleaños y charlan. No obstante, resulta ser un sueño de ésta. Robert murió una semana atrás y su funeral sería al día siguiente.
Mientras tanto, Hal (Jake Gyllenhaal), un antiguo alumno de posgrado de Robert, lee los cuadernos de este, llenos de anotaciones sin sentido. Hal cree que el genio de Robert pudo haber resistido a su enfermedad mental, y las pistas de ese genio podrían estar en uno de sus cuadernos. Cuando Hal comenta la enorme cantidad de trabajo que Robert realizó, Catherine, desconfiada, registra su mochila. Finalmente, descubre que Hal intentaba llevarse uno de los cuadernos. Él explica que quería regalárselo por su cumpleaños porque tenía algo escrito sobre ella. Catherine, en su desesperación, llama a la policía, y Hal se ve obligado a irse, dejando el cuaderno.
Al día siguiente, la hermana de Catherine, Claire (Hope Davis), llega a la ciudad desde Nueva York. Durante el funeral de su padre, Catherine reprende a los asistentes por no haber estado presentes para Robert durante su caída a la locura. Termina diciendo que se alegra de la muerte de su padre y abandona el funeral.
Claire decide vender la casa de Robert a la universidad y quiere que Catherine la acompañe a Nueva York. Esa noche, a un velorio en la casa cuenta con la asistencia de matemáticos académicos. Hal aparece y conversa con Catherine. Tras ablandarse con él, Catherine mantiene relaciones con él.
En flashbacks, Robert se muestra revitalizado, creyendo haber visto el inicio de una nueva prueba matemática que demostrará su triunfo sobre la enfermedad mental. En el presente, Catherine le da a Hal la llave del escritorio de Robert y le pide que revise el cajón cerrado con llave en busca de un cuaderno que contiene una prueba importante. Emocionado, muestra el descubrimiento a Catherine y Claire. Le pregunta a Catherine cuánto tiempo llevaba al tanto de la prueba y por qué no lo había mencionado antes. Catherine, una matemática prometedora, afirma que lo escribió ella y no Robert, a pesar de que las pruebas demuestran lo contrario. Ni Hal ni Claire le creen a Catherine. Hal cree que las matemáticas de la prueba escapan de la comprensión de Catherine, mientras que Claire sospecha que Catherine está sufriendo una enfermedad mental incipiente. Hal decide llevar el cuaderno al departamento de matemáticas para verificar la exactitud de la prueba.
Finalmente regresa cuando Claire y Catherine se están marchando, y les da la noticia de que el departamento de matemáticas cree que la prueba es válida. Hal ya no cree que Robert haya escrito la prueba porque emplea matemáticas más modernas, y quiere que Catherine la explique. Sin embargo, Catherine sigue molesta por su anterior desconfianza, y las hermanas se van al aeropuerto. Hal corre tras el auto y lanza el cuaderno por la ventana, al regazo de Catherine.
En otro flashback, se revela que, mientras vivían juntos, Robert retó a Catherine a practicar matemáticas, lo cual ella hace, completando finalmente una prueba que describe en uno de los cuadernos de la casa. Catherine va a contarle a Robert sobre el descubrimiento, pero él insiste en que lea en voz alta la prueba en la que él está trabajando. Para decepción de Catherine, el cuaderno de Robert solo contiene garabatos. Catherine se da cuenta de que Robert no ha superado su enfermedad mental.
Catherine ha comenzado a reconciliarse consigo misma, gracias a la confianza que Hal deposita en ella. Se da cuenta de que no necesita ir con su hermana a Nueva York y sale del aeropuerto. Regresa a la Universidad de Chicago, donde se reúne con Hal y discuten las pruebas.

## Reparto
- Gwyneth Paltrow como Catherine Llewellyn
- Anthony Hopkins como Robert Llewellyn
- Jake Gyllenhaal como Harold "Hal" Dobbs
- Hope Davis como Claire Llewellyn
- Danny McCarthy como el policía
- Gary Houston como el profesor Barrow
- Roshan Seth como el profesor Bhandari
- Colin Stinton como un físico teórico

## Producción
La película está basada en la obra teatral Proof, con cuatro personajes. La película añade numerosos papeles secundarios para mayor realismo y amplía considerablemente la ambientación. El papel de Catherine fue interpretado por primera vez por Mary-Louise Parker en la producción original de la obra del Manhattan Theatre Club en el año 2000. Gwyneth Paltrow interpretó a Catherine en una producción teatral londinense antes de ser elegida para la película.
El personaje de Hopkins es un profesor en la Universidad de Chicago. Aunque se filmaron escenas en el campus universitario, no se utilizó el edificio de matemáticas (Eckhart Hall). En su lugar, las escenas que transcurrían en el edificio de matemáticas se rodaron en la Divinity School. La escena del servicio conmemorativo del profesor se rodó en la Capilla Rockefeller de la universidad. La película comienza con una panorámica del personaje de Gwyneth Paltrow cruzando en bicicleta la plaza Midway y muestra escenas en el patio delantero de la Biblioteca Harper.

## Recepción

### Taquilla
Proof llegó al puesto #35 en su fin de semana de estreno con $193.840 y recaudó $7.535.331 en Estados Unidos y $14.189.860 a nivel mundial.

### Crítica
Proof recibió críticas generalmente positivas por parte de la crítica cinematográfica. El sitio web de reseñas Rotten Tomatoes le otorgó a la película una calificación del 62%, con una calificación promedio de 6.4/10, basada en 143 reseñas. El consenso dice: «Gwyneth Paltrow y Anthony Hopkins ofrecen actuaciones excepcionales en una película que aborda con inteligencia el territorio entre la locura y la genialidad».
El crítico Roger Ebert dijo en 2005: «La interpretación de Paltrow es fascinante [porque] trata esencialmente sobre una mujer cuyo destino está en sus manos, pero no puede juntarlas».

### Premios y nominaciones
| Año  | Premio                                    | Categoría                                                | Receptor        | Resultado | Notas                                    |
| ---- | ----------------------------------------- | -------------------------------------------------------- | --------------- | --------- | ---------------------------------------- |
| 2006 | Globo de Oro                              | Mejor actriz - Drama                                     | Gwyneth Paltrow | Nominada  |                                          |
| 2005 | Festival de cine de Gante                 | Georges Delerue a la mejor banda sonora/diseño de sonido | Stephen Warbeck | Ganador   | [ 4 ]                                    |
| 2005 | Festival de cine de Gante                 | Grand Prix al mejor director                             | John Madden     | Nominado  | [ 5 ]                                    |
| 2006 | Hollywood Film Awards                     | Actor revelación                                         | Jake Gyllenhaal | Ganador   | También por Brokeback Mountain y Jarhead |
| 2006 | Sociedad de Críticos de Cine de San Diego | Conjunto de trabajo realizado el último año              | Jake Gyllenhaal | Ganador   | También por Brokeback Mountain y Jarhead |
| 2006 | Festival Internacional de Cine de Venecia | León de Oro                                              | John Madden     | Nominado  | [ 7 ]                                    |

### Relevancia matemática
Desde 1993 (cuando Andrew Wiles afirmó por primera vez haber demostrado el Último teorema de Fermat), se han realizado varias películas sobre matemáticos, entre ellas Good Will Hunting (1997), Pi (1998), A Beautiful Mind (2001), Proof (2005), Travelling Salesman (2012), El código Enigma (2014) y Gifted (2017).
En 2006, el matemático Daniel Ullman escribió: «De las tres [primeras] películas, Proof es la que ilustra con mayor realismo el mundo de las matemáticas y los matemáticos». Ullman también elogió al director: «A Madden se le debe atribuir el mérito de capturar la esencia del mundo matemático». También calificó a Proof como «más rica y profunda, y a la vez más divertida y seria simultáneamente, que A beautiful mind o Good Will Hunting».
Timothy Gowers, de la Universidad de Cambridge, ganador de la Medalla Fields, y Paul Sally, de la Universidad de Chicago, actuaron como consultores matemáticos, aunque éste último desestimó la relevancia y precisión matemática de la película.